# Cecil von Renthe-Fink
Cecil Karl-August Timon Ernst Anton von Renthe-Fink (27. januar 1885 – 22. august 1964) var en tysk politiker og diplomat, der var Bevollmächtiger des deutschen Reiches (Det tyske Riges befuldmægtigede) i Danmark fra Besættelsens begyndelse 9. april 1940 indtil november 1942.
Renthe-Fink blev i 1936 Tysklands ambassadør i Danmark. I 1939 meldte han sig ind i NSDAP. Da Nazityskland besatte Danmark 9. april 1940 blev Renthe-Fink det tyske riges befuldmægtigede, en position han beholdt indtil telegramkrisen i 1942, hvorefter han blev afløst af Werner Best.
Sidenhen blev han udsendt som gesandt til Vichy-Frankrig.

## Renthe-Fink og besættelsen
På grund af Danmarks særegne status som fredsbesat land, bibeholdt Danmark og Tyskland diplomatiske forbindelser. Dermed var det Tysklands udenrigstjeneste, Auswärtiges Amt, der skulle stå for kontakten med den danske regering. Med besættelsen overgik Renthe-Finks titel fra at være gesandt til nu at være befuldmægtiget. Den nye titel betød, at Renthe-Fink udgjorde den højeste tyske instans i Danmark i alle henseende, der ikke var et militært anliggende.
Renthe-Finks største opgave var at forsøge at opretholde roen i landet, således at Tyskland skulle benytte så lidt militær kraft, som overhovedet muligt i Danmark. Derfor arbejdede han sammen med den parlamentariske regering i Danmark, som på langt de fleste punkter fik lov til at videreføre det normale forvaltningsarbejde i Danmark. Det var i Renthe-Finks interesse at opretholde en parlamentarisk regering, da det ville være risikabelt at vælte regeringen og indsætte en tysk valgt regering. Det kunne skabe uro i landet og samtidig kunne Auswärtiges Amt risikere at miste kontrollen over Danmark til andre nazistiske instanser såsom SS, hvis Danmark mistede sin suverænitet.
Renthe-Fink søgte først og fremmest at opnå sine mål via diplomatiske midler.
Efter telegramkrisen i 1942 blev Renthe-Fink erstattet af den mere ideologiske Werner Best, da Hitler ønskede en strammere linje i Danmark.